# Bundesautobahn 376
Die Bundesautobahn 376 (Abkürzung: BAB 376) – Kurzform: Autobahn 376 (Abkürzung: A 376) – führte vom Dreieck Hannover-Süd (A 7) bis zur Anschlussstelle Messegelände, wo sie in die B 6 nach Hannover überging. Heute ist sie ein Teil der A 37.

## Besonderes
Man kann von der A 37 von der Anschlussstelle Messegelände kommend am Dreieck Hannover-Süd nur auf die A 7 in Richtung Kassel wechseln. Von der A 7 kann man am Dreieck Hannover-Süd nur von Hildesheim (aus Richtung Kassel) kommend auf die A 37 wechseln (in Richtung Messegelände).